# هوه تشانغ سو
هوه تشانغ سو (بالكورية: 허창수)‏‏ (6 أكتوبر 1948 في جينجو - ) مسير أعمال، وشخصية أعمال من كوريا الجنوبية.